# Autostrada A3 (Rumänien)
Die Autostrada A3 (rumänisch für ‚Autobahn A3‘), auch Autostrada Transilvania (rum. für ‚Siebenbürgenautobahn‘) genannt, ist eine künftige 588 Kilometer lange Autobahn, die auf der Route Bukarest – Ploiești – Brașov (Kronstadt) – Făgăraș (Fogarasch) – Sighișoara (Schäßburg) – Târgu Mureș (Neumarkt am Mieresch) – Cluj-Napoca (Klausenburg) – Zalău (Zillenmarkt) – Oradea (Großwardein) – Borș durch Siebenbürgen zur ungarischen Grenze führt und an die ungarische Autobahn M4 anschließen soll. Sie erhält außerdem Anschluss an das zukünftige Terminal 2 des Flughafens Bukarest-Otopeni.
Für die Benutzung von Autobahnen und Nationalstraßen muss generell eine Vignette (rovignetă) erworben werden.

## Baufortschritt
Die komplette Fertigstellung sollte ursprünglich bereits 2014 erfolgen.

### Abschnitte in Siebenbürgen
Für den 415 km langen Autobahnabschnitt Brașov – Oradea (Borș) wurde der Bauauftrag im Jahr 2004 direkt durch die rumänische Regierung an die US-amerikanische Firma Bechtel vergeben, ohne vorher eine Ausschreibung vorgenommen zu haben. Die Baukosten wurden auf 2,2 Milliarden Euro, die Fertigstellung auf Ende 2012 festgelegt. Das erste 42 km lange Teilstück von Cluj-Napoca (Gilău) nach Turda (Thorenburg) wurde am 1. Dezember 2009 eröffnet. Am 13. November 2010 wurde die zehn Kilometer lange Verlängerung von Turda nach Câmpia Turzii dem Verkehr freigegeben. Der Abschnitt 2B der Autobahn ist damit komplett. Anfang 2010 wurden die Arbeiten fast vollständig eingestellt; laut Baufirma wurden mehr als 200 Millionen Euro durch den rumänischen Staat nicht bezahlt. Außerdem wurde der Schwerpunkt der Investitionen auf den Bau der Autobahn 1 zwischen der ungarischen Grenze und Sibiu gelegt, da hierfür EU-Fördermittel zur Verfügung stehen.
Nachdem der Preis pro Kilometer immer weiter anstieg und sich die geschätzten Gesamtkosten auf 9,9 Milliarden Euro beliefen sowie in sieben Jahren nur 52 km Autobahn für 1,4 Milliarden Euro fertiggestellt wurden, verhandelte der rumänische Staat den Vertrag mit Bechtel im Jahr 2011 neu. In der Folge sollte Bechtel nur noch die Abschnitte zwischen Nădășelu und Suplacu de Barcău sowie Suplacu de Barcău und der Grenze mit Ungarn ausführen. Somit wurde das Projekt auf 112 Kilometer reduziert. Das verbleibende Stück zwischen Cluj und Nădășelu wurde neu ausgeschrieben. Es stellt einen wichtigen Lückenschluss für den Verkehr nach Nordwesten dar. Auch für die Strecke von Turda Richtung Târgu Mureș sollte der Baubeginn bald erfolgen. Erneute Vertragsverhandlungen zwischen dem Staat und Bechtel begannen im Februar 2013. Am 30. Mai 2013 hat die rumänische Regierung den Bauvertrag mit Bechtel komplett aufgelöst. Dafür musste sie der US-Firma eine Entschädigung in Höhe von etwa 37 Millionen Euro bezahlen sowie ihre Schulden im Wert von 50 Millionen Euro begleichen. Nach Aussagen des damaligen Ministerpräsidenten Victor Ponta gäbe es damit keine Verpflichtungen mehr und die weiteren Planungen zur Fertigstellung der Abschnitte könnten vorgenommen werden. Es ist geplant, die Abschnitte mit Vergabe von Konzessionen oder Öffentlich-privaten Partnerschaften an verschiedene Bauunternehmen zu realisieren.
Zwischen Gilău und Nădășelu (Rohrfeld) wurde am 28. September 2018 ein 8,7 Kilometer langer Autobahnabschnitt eröffnet, sodass jetzt mit über zehnmonatiger Verzögerung, wegen eines Brückenbaus über den Someșul Mic (Kleiner Somesch), der 'Cluj Gürtel' fertiggestellt ist, und noch etwa 360 Kilometer der Autobahn fertigzustellen sind.
Am 12. Dezember 2018 wurde ein weiterer 14 Kilometer langer Autobahnabschnitt zwischen dem Flughafen Târgu Mureș und Iernut (Radnuten) eingeweiht. Gebaut wurde er von Strabag. Durch drei weitere Abschnitte sollte dieses Teilstück an die A3 bei Câmpia Turzii (Jerischmarkt) angeschlossen werden, wobei die Fertigstellung zunächst bis 2020 erwartet wurde. Der 17,9 km lange Abschnitt zwischen Iernut und Chețani wurde dann auch im September 2020 dem Verkehr übergeben. Gebaut wurde er von Astaldi. Ein weiteres gut 5 Kilometer langes Teilstück der A3 zwischen Oradea (Großwardein) und der ungarisch/rumänischen Grenze wurde am 4. September 2020 dem Verkehr freigegeben, womit der Anschluss an die ungarische Autobahn M4 gegeben ist. Im Dezember 2021 wurde schließlich ein 4,5 km langes Autobahnstück zusammen mit einer 4,7 km langen Verbindungsstraße zwischen dem Flughafen Târgu Mureș und Târgu Mureș eingeweiht. Die Arbeiten wurden hier zwei Monate schneller fertig als geplant.
Seit 2020 ist der 6,3 Kilometer lange Autobahnabschnitt zwischen Cristian (Neustadt) un Râșnov (Rosenau) dem Verkehr freigegeben.
Zur Fertigstellung des gesamten Autobahnabschnitts 2A fehlt Stand heute (Juni 2022) nur noch der Abschnitt zwischen Câmpia Turzii und Chețani.
| Abschnitt | Länge (km) | Unterabschnitte | Verlauf                             | (vsl.) Beginn Bauarbeiten | vsl. Fertigstellung | gepl. Kosten            | vsl. Kosten  |
| 1         | 161        | 1A              | Brașov – Făgăraș                    | 2021                      | ~ 2029              |                         |              |
| 1         | 161        | 1B              | Făgăraș – Sighișoara                | unbekannt                 | unbekannt           |                         |              |
| 1         | 161        | 1C              | Sighișoara – Târgu Mureș (Ogra)     | unbekannt                 | unbekannt           |                         |              |
| 2         | 90         | 2A              | Târgu Mureș (Ogra) – Câmpia Turzii  | 2016                      | 2021                | 143 Mio. €              |              |
| 2         | 90         | 2B              | Câmpia Turzii – Cluj-Napoca (Gilău) | 2004                      | 12/2010             | 371 Mio. €              | > 520 Mio. € |
| 3         | 164        | 3A              | Cluj-Napoca (Gilău) – Nădășelu      | 2013                      | 2018                | 258 Mio. Rumänische Lei |              |
| 3         | 164        | 3A              | Nădășelu – Mihăiești                | 2024                      | 2026                |                         |              |
| 3         | 164        | 3B              | Mihăiești – Suplacu de Barcău       | 2023                      | unbekannt           | 489 Mio. €              | 1 Mrd. €     |
| 3         | 164        | 3C              | Suplacu de Barcau – Borș            | 2011                      | unbekannt           | 245 Mio. €              |              |

### Abschnitt Bukarest – Brașov
| Abschnitt | Verlauf             | Länge (km) | (vsl.) Beginn der Bauarbeiten | (gepl.) Fertigstellung | (gepl.) Kosten    |
| 1         | Bukarest – Ploiești | 62         | 2007                          | 14. Dezember 2018      | 450 Mio. Euro     |
| 2         | Ploiești – Comarnic | 49         | 2024                          | 2031                   |                   |
| 3.1       | Comarnic – Predeal  | 36,2       | 2020                          | 2031                   | 1,2–1,3 Mrd. Euro |
| 3.2       | Predeal – Brașov    | 21,8       | 2020                          | 2031                   | 1,2–1,3 Mrd. Euro |

#### Bukarest – Ploiești
Die geplante Fertigstellung des Abschnittes Bukarest – Ploiești wurde für Dezember 2011 erwartet. Laut Aussage des damaligen Ministerpräsidenten Emil Boc Anfang November 2011, sollte diese Teilstrecke spätestens im Frühjahr 2012 in Betrieb genommen werden. Jedoch wurde dieses Teilstück nach langer Verspätung erst am 19. Juli 2012 eröffnet, wobei der innerstädtische Abschnitt bis zur Centura București noch nicht fertiggestellt ist.

#### Comarnic – Brașov
Die Strecke von Comarnic bis Brașov wird entlang der Ortschaften Sinaia, Bușteni, Predeal und Râșnov führen.
Die Ausschreibung sollte noch 2012 vorbereitet werden. Im Februar 2013 wurde eine erneute Ausschreibung gestartet. Der Abschnitt wird nun im Rahmen einer Konzession gebaut. Der Vertrag sollte vor Oktober 2013 unterschrieben werden, damit die Bauarbeiten einen Monat später beginnen könnten. Jedoch wurde die Frist bis zur Einreichung der Angebote bis zum 9. Dezember verlängert. Am 19. Dezember wurde über die Vergabe entschieden. Den Zuschlag bekam das Konsortium bestehend aus den Bauunternehmen Vinci, Strabag und Aktor. Die Laufzeit der Konzession wird 30 Jahre betragen. Der Baubeginn sollte im April 2014 erfolgen, die Fertigstellung zwischen 2016/2017. Allerdings wurde der Konzessionsvertrag noch nicht unterschrieben (Stand Januar 2015) und nun soll im Oktober 2016 mit dem Bau begonnen werden. Inzwischen hat sich weiterhin nicht allzu viel getan. Erst Mitte 2020 verkündete der rumänische Verkehrsminister Lucian Bode, dass er hofft, dass Ende des Jahres die Ausschreibung der Teilstrecke raus ist und, dass die EBRD ein Garant für den Bau dieser Autobahn ist.

## Bilder

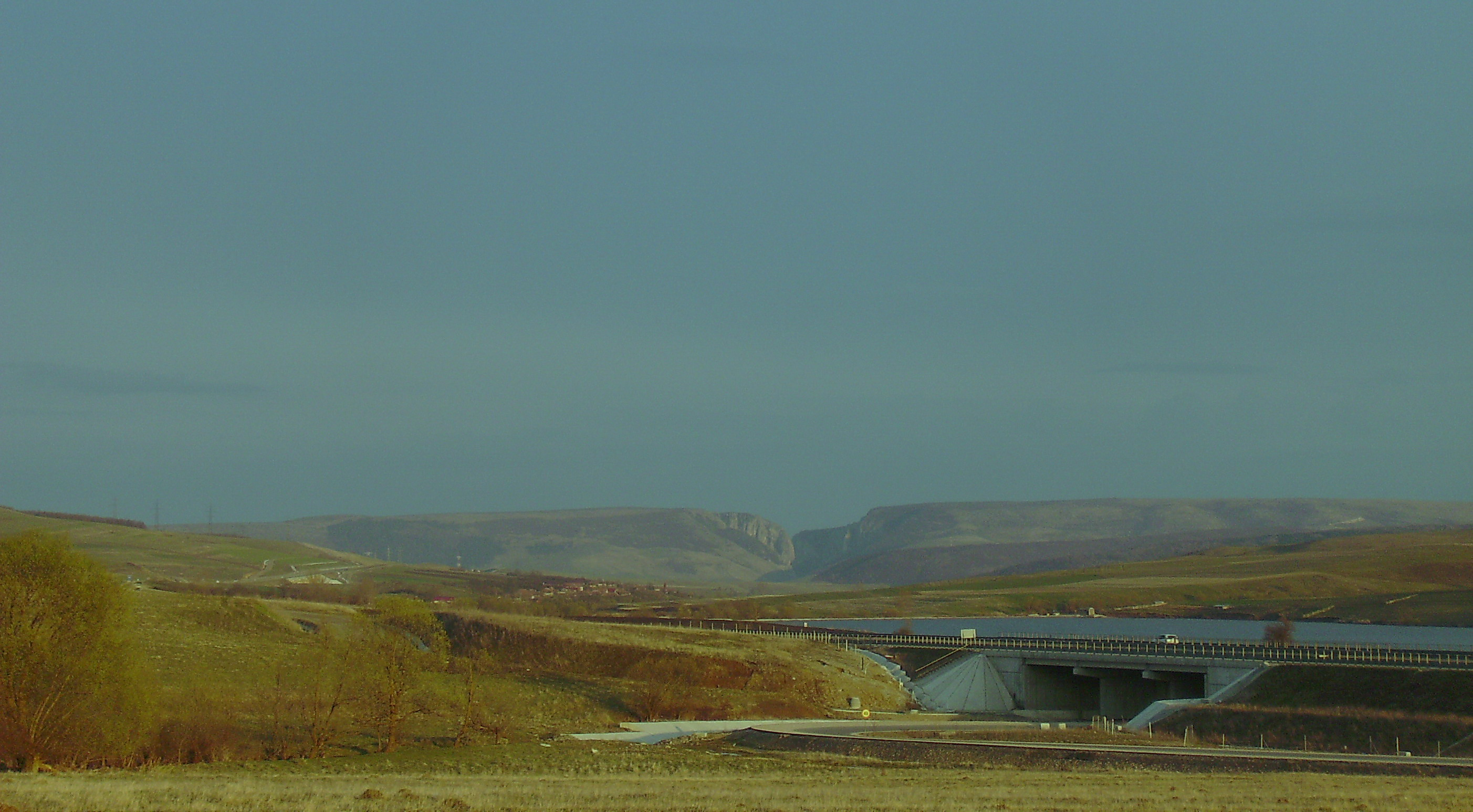
A3 bei Cheile Turzii
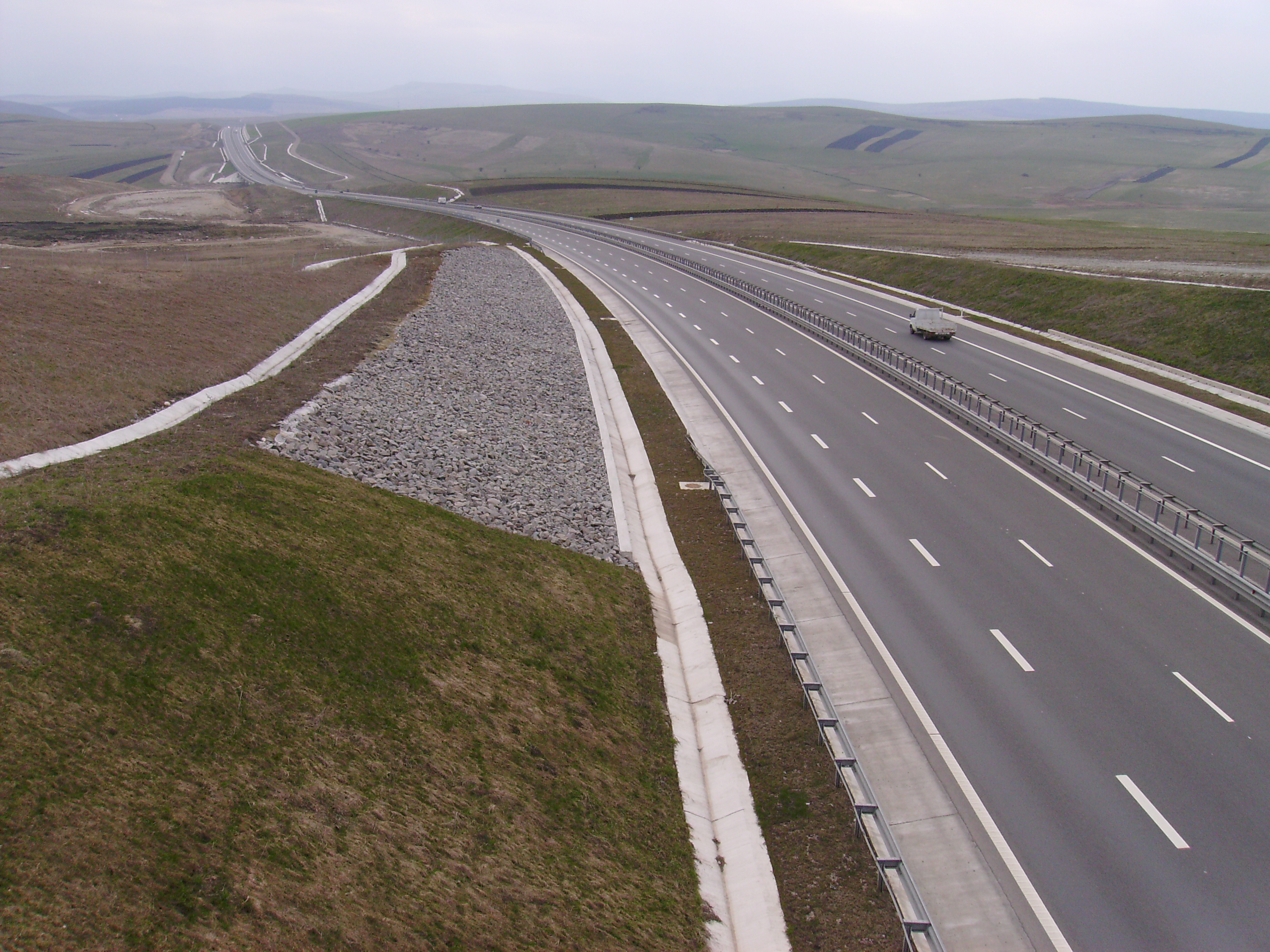
A3 bei Cheile Turzii
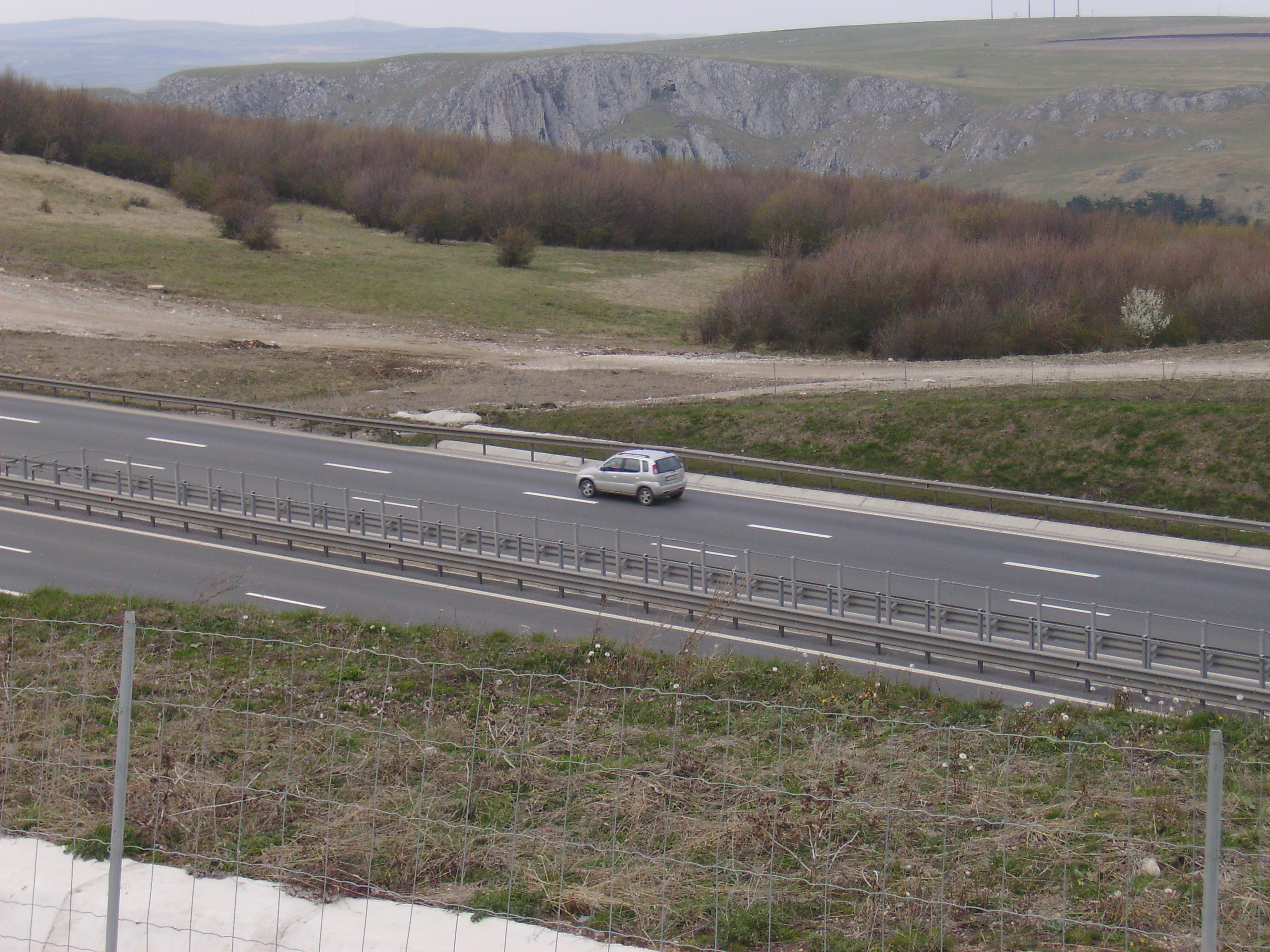
A3 bei Cheile Turului
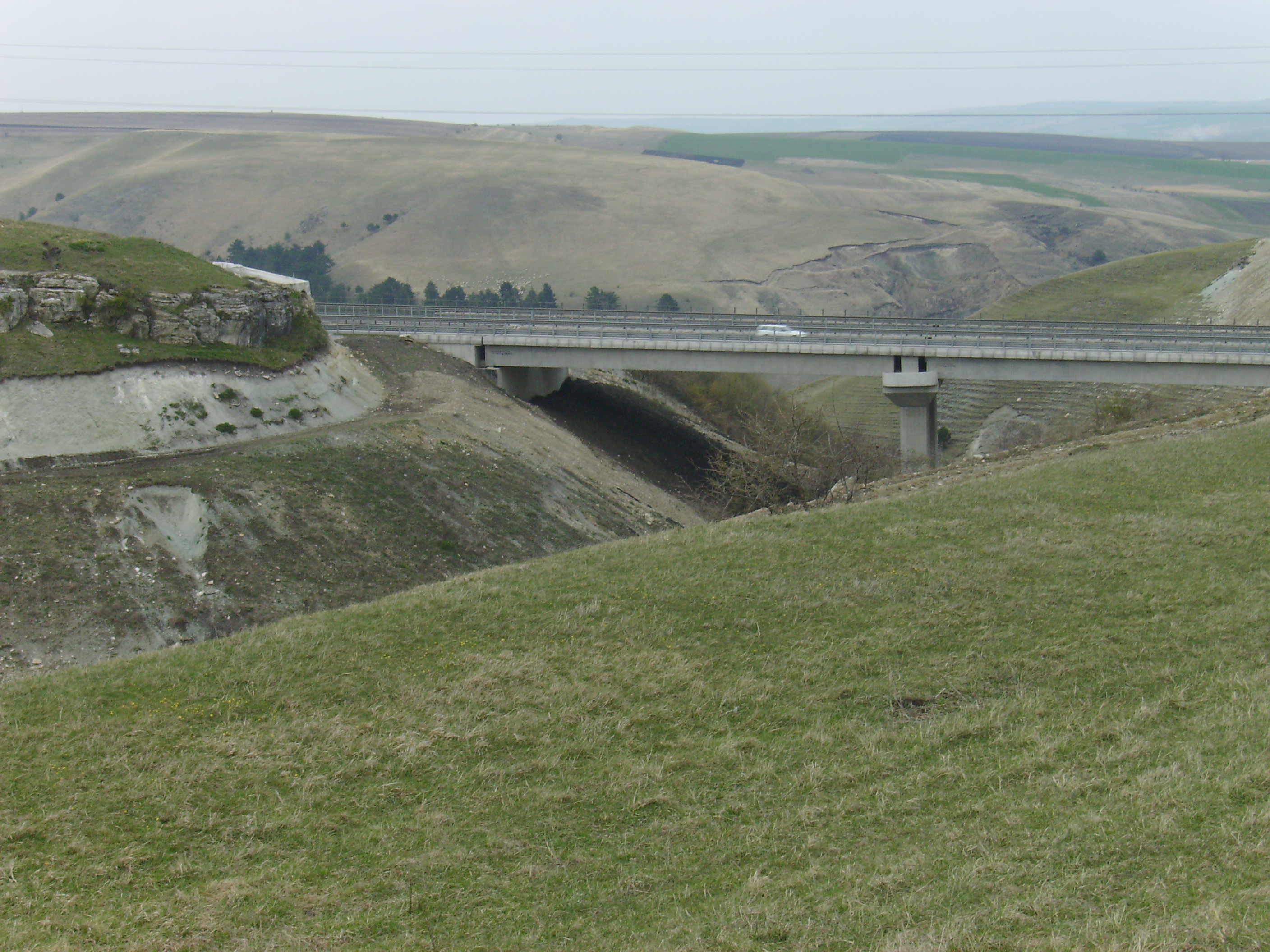
A3 bei Cheile Turului
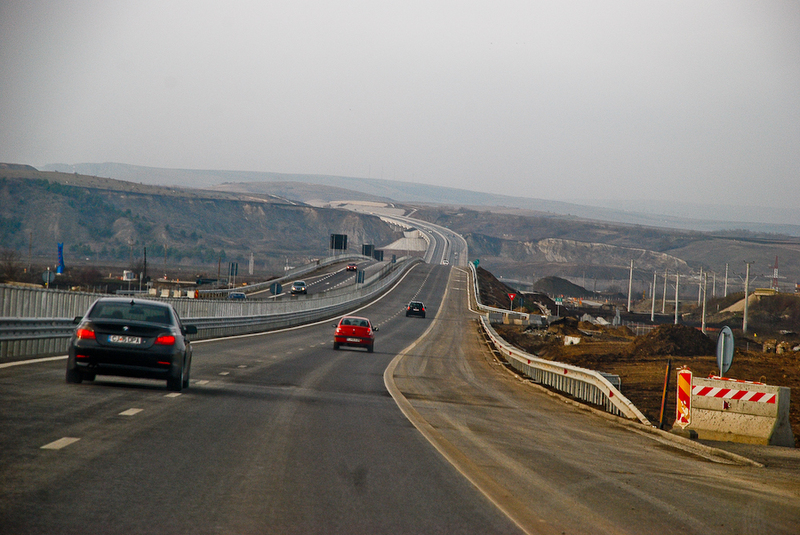
A3 zwischen Gilău und Turda